# František Trstenský

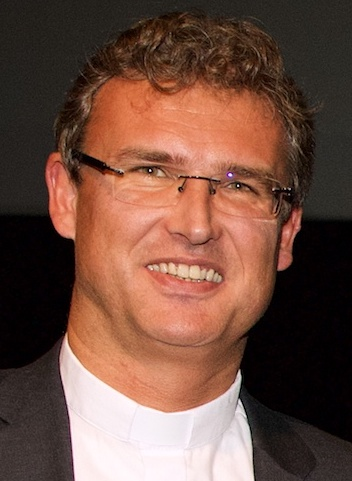
František Trstenský (2019)

Bischofswappen von František Trstenský

František Trstenský (* 13. März 1973 in Trstená, Tschechoslowakei) ist ein slowakischer römisch-katholischer Geistlicher, Bibelwissenschaftler und Bischof von Spiš.

## Leben
František Trstenský besuchte das Martin-Hattala-Gymnasium in Trstená. Von 1991 bis 1997 studierte er Philosophie und Katholische Theologie am Priesterseminar des Bistums Spiš. 1997 erlangte er an der Comenius-Universität Bratislava mit einer Arbeit über den sozialen Gedanken bei den Propheten einen Magister Theologiae. Am 21. Juni 1997 empfing er in der Dreifaltigkeitskirche in Tvrdošín durch den Weihbischof in Spiš, Andrej Imrich, das Sakrament der Priesterweihe für das Bistum Spiš.
Trstenský war nach der Priesterweihe zunächst als Pfarrvikar in Spišské Vlachy (1997) und in Dolný Kubín (1997–2000) tätig. Zusätzlich arbeitete er von 1997 bis 2000 als Religionslehrer und lehrte von 1998 bis 2000 christliche Soziallehre am Pädagogischen Institut St. Andreas in Ružomberok. Im Jahr 2000 wurde er für weiterführende Studien nach Jerusalem entsandt, wo er 2003 am Studium Biblicum Franciscanum bei Pierbattista Pizzaballa OFM mit der Arbeit Amare il Signore per vivere. Studio esegetico di Dt 30,1–10 („Den Herrn lieben, um zu leben. Exegetische Studie zu Dtn 30,1-10“) ein Lizenziat in Bibelwissenschaft und biblischer Archäologie erwarb. Anschließend nahm er an der École biblique et archéologique française de Jérusalem ein Promotionsstudium auf, das er ab 2004 an der Päpstlichen Akademie für Theologie in Krakau fortsetzte. Dort wurde er 2006 mit der Arbeit Zmluva s Jahvem v krajine Moab. Exegetická a teologická analýza Dt 29–30 („Der Bund mit Jahwe im Land Moab. Eine exegetische und theologische Analyse von Deuteronomium 29–30“) zum Doktor der Theologie im Fach Biblische Exegese promoviert.
Nach der Rückkehr in seine Heimat wurde Trstenský zunächst Dozent und nach der Habilitation mit der Arbeit Rozumieť Matúšovmu evanjeliu („Das Verständnis des Matthäusevangeliums“) im Jahr 2008 außerordentlicher und 2015 schließlich ordentlicher Professor für Biblische Exegese an der Theologischen Hochschule in Spišská Kapitula und an der Katholischen Universität Ružomberok. Daneben erwarb er 2007 an der pädagogischen Fakultät der Katholischen Universität Ružomberok mit der Arbeit Žalmy v katechéze („Psalmen in der Katechese“) einen Doktor der Pädagogik (PaedDr.) und 2010 einen Abschluss im Fach Sonderpädagogik. Zudem fungierte er von 2011 bis 2014 als Vizedekan der theologischen Fakultät der Katholischen Universität Ružomberok sowie von 2014 bis 2020 als Prorektor für die internationalen Beziehungen und als Zensor im Rahmen des Verfahrens zur Erteilung des bischöflichen Imprimatur für die bibelwissenschaftliche Bücher. Von 2016 bis 2019 war er auch Mitglied des Vorstands der Internationalen Föderation Katholischer Universitäten (FIUC). Außerdem absolvierte Trstenský Forschungsaufenthalte an der University of Edinburgh (2009), an der University of Notre Dame (2011, 2012 und 2013) und an der St. John’s University in New York City (2014) sowie am Studium Biblicum Franciscanum und an der École biblique et archéologique française de Jérusalem (2012). Überdies hatte er Gastprofessuren an der Katholieke Universiteit Leuven (2008), an der Karls-Universität in Prag (2009), an der Südböhmischen Universität in Budweis (2010), am Theologischen Institut in Riga (2011, 2013 und 2014), an der Universität Ljubljana (2012) und an der Palacký-Universität Olmütz (2013) inne. Ferner war er ab 2009 als Seelsorger in Spišská Kapitula tätig. 2019 erhielt er die Ehrenplakette des Žilinský krajs. Ab dem 12. Juni 2020 war Trstenský Pfarrer in Kežmarok und Rektor der Heilig-Kreuz-Basilika sowie Dechant. Zudem gehörte er bereits ab 2019 dem Priesterrat, der Liturgiekommission und der Weihezulassungskommission des Bistums Spiš an. Daneben lehrte er Neues Testament und Bibelgriechisch am Theologischen Institut in Spišské Podhradie. Außerdem war er Mitglied der Redaktionsteams der Zeitschriften Nové Horizonty und Studia biblica slovaca. Darüber hinaus war er beim kirchlichen Radiosender Lumen und beim Fernsehsender Lux tätig. Trstenský engagierte sich auch in der kirchlichen Kinder- und Jugendarbeit, indem er jährliche Bibelolympiaden und Bibellesenächte für Grund- und Sekundarschüler organisierte.
Am 8. September 2023 ernannte ihn Papst Franziskus zum Bischof von Spiš. Der Erzbischof von Košice, Bernard Bober, spendete ihm am 21. Oktober desselben Jahres in der Kathedrale des heiligen Martin in Spišská Kapitula die Bischofsweihe; Mitkonsekratoren waren der emeritierte Weihbischof in Spiš, Andrej Imrich, und der Apostolische Nuntius in der Slowakei, Erzbischof Nicola Girasoli. Sein Wahlspruch Abba Pater („Abba, Vater“) stammt aus Röm 8,15 .

## Mitgliedschaften in Fachverbänden
- Society of Biblical Literature (seit 2006)
- Slowakische Sektion der Europäischen Gesellschaft für Katholische Theologie (seit 2007)
- Slowakische Gesellschaft für Katholische Theologie (seit 2007)
- Catholic Biblical Association of America (seit 2007)

## Schriften
- Zmluva s Jahvem v krajine Moab. Exegetická a teologická analýza Dt 29–30. Norbertinum, Lublin 2006, ISBN 978-83-7222-279-4.
- Aby si poznal spol̕ahlivost̕ učenia. Úvod do Nového zákona. Katolícke biblické dielo, Svit 2006, ISBN 978-80-89120-08-6.
- Kniha žalmov. Verbum – vydavateľstvo Katolíckej univerzity v Ružomberku, Ružomberok 2007, ISBN 978-80-8084-202-4.
- Na ceste do Damasku. Katolícke biblické dielo, Svit 2007, ISBN 978-80-89120-09-3.
- Rodokmeň Ježiša Krista v evanjeliu podľa Matúša. In: Theologos – teologická revue. Band 9, Nr. 1, 2007, S. 136–146.
- Svätý Pavol z Tarzu. Vydavateľstvo Don Bosco, Bratislava 2008, ISBN 978-80-8074-080-1.
- Svet Nového zákona. Katolícke biblické dielo, Svit 2008, ISBN 978-80-89120-17-8.
- Rozumieť Matúšovmu evanjeliu. Katolícke biblické dielo, Svit 2008, ISBN 978-80-89120-16-1.
- Amare il Signore per vivere. Studio esegetico di Dt 30,1–10. Aracne, Rom 2009, ISBN 978-88-548-2607-6.
- Kumrán a jeho zvitky. Katolícke biblické dielo, Svit 2009, ISBN 978-80-89120-18-5.
- Komentár k Jakubovmu listu. Katolícke biblické dielo, Svit 2010, ISBN 978-80-89120-25-3.
- Il fenomeno sociale d’Israele nel suo contesto vicino orientale. Aracne, Rom 2010, ISBN 978-88-548-3176-6.
- Vezmi a čítaj. Sedem pravidiel duchovného čitania Svätého písma. Nová Kapitula, Spišská Kapitula 2010, ISBN 978-80-970509-2-4.
- František Trstenský, Adam Baran: Sytuacja społeczna i kulturowa judaizmu pierwszego stulecia po Chrystusie. Wydawnictwo UKiP J & D Gębka, Krakau 2010, ISBN 978-83-60837-49-8.
- Život apoštola Pavla. Katolícke biblické dielo, Svit 2011, ISBN 978-80-89120-33-8.
- Pavlove listy z väzenia. Exegeticko-teologická analýza. Katolícke biblické dielo, Svit 2012, ISBN 978-80-89120-36-9.
- Prvý a druhý list solúnčanom. Exegeticko-teologická analýza. Katolícke biblické dielo, Ružomberok 2013, ISBN 978-80-89120-39-0.
- Múdrosť, ktorá hl̕adá boha. Náčrt biblickej múdroslovnej literatúry. Katolícke biblické dielo, Ružomberok 2014, ISBN 978-80-89120-42-0.
- Ježišove podobenstvá. Bibliocko-spirituálny pohĺad. Katolícke biblické dielo, Ružomberok 2015, ISBN 978-80-89120-45-1.
- Eséni, Kumrán a zvitky od Mŕtveho mora. Verbum – vydavateľstvo Katolíckej univerzity v Ružomberku, Ružomberok 2015, ISBN 978-80-561-0268-8.
- Pavlove pastorálne listy. Exegeticko-teologická analýza. Katolícke biblické dielo, Ružomberok 2015, ISBN 978-80-89120-44-4.
- Daniela Iskrová, Štefan Novotný, František Trstenský: Úvod do katolíckych listov Nového zákona. Verbum – vydavateľstvo Katolíckej univerzity v Ružomberku, Ružomberok 2015, ISBN 978-80-561-0303-6.
- Inšpirácia Svätého písma na základe výrazu „theópneustos“ v 2 Tim 3,16. In: Ruch Biblijny i Liturgiczny. Band 68, Nr. 2, 2015, OCLC 9530410811, S. 175–191 (net.pl [PDF; 118 kB]).
- Ježišove blahoslavenstvá: biblicko-spirituálne zamyslenia. Verbum – vydavateľstvo Katolíckej univerzity v Ružomberku, Ružomberok 2016, ISBN 978-80-561-0340-1.
- Vianoce podľa svätého písma. Verbum – vydavateľstvo Katolíckej univerzity v Ružomberku, Ružomberok 2016, ISBN 978-80-561-0385-2.
- Otčenáš. Súhrn celého evanjelia. Verbum – vydavateľstvo Katolíckej univerzity v Ružomberku, Ružomberok 2017, ISBN 978-80-561-0426-2.
- O Svätom písme, tajomstvách viery a Cirkvi. Verbum – vydavateľstvo Katolíckej univerzity v Ružomberku, Ružomberok 2017, ISBN 978-80-561-0463-7.
- Blahoslavený, kto číta, aj tí, čo počúvajú. Biblická apokalyptika a Jánova apokalypsa. Verbum – vydavateľstvo Katolíckej univerzity v Ružomberku, Ružomberok 2018, ISBN 978-80-561-0571-9.
- František Trstenský, Martin Trojan: Dôležitosť čitateľa v biblickej interpretácii. Verbum – vydavateľstvo Katolíckej univerzity v Ružomberku, Ružomberok 2018, ISBN 978-80-561-0585-6.
- Mária z Nazareta – Matka môjho Pána. Verbum – vydavateľstvo Katolíckej univerzity v Ružomberku, Ružomberok 2019, ISBN 978-80-89701-37-7.
- Rozprávaj mi o Biblii. Verbum – vydavateľstvo Katolíckej univerzity v Ružomberku, Ružomberok 2019, ISBN 978-80-89701-38-4.
- Štyri evanjeliá, jeden Kristus. Verbum – vydavateľstvo Katolíckej univerzity v Ružomberku, Ružomberok 2020, ISBN 978-80-89701-45-2.
- Vznešenejšia cesta. Pavlova cesta lásky. 2020 (tkkbs.sk [PDF; 2,7 MB]).
- A šiel za ním po ceste. Liturgický rok s Evanjeliom podľa Marka. Verbum – vydavateľstvo Katolíckej univerzity v Ružomberku, Ružomberok 2020, ISBN 978-80-89701-51-3.
- Uzdravené Kristom. Ženy v novozákonných evanjeliách. Verbum – vydavateľstvo Katolíckej univerzity v Ružomberku, Ružomberok 2023, ISBN 978-80-89701-77-3.